# Алојз Хитлер Јуниор
Алојз Хитлер Јуниор (13. јануар 1882, Беч — 20. мај 1956, Хамбург) је био старији полубрат немачког политичара и диктатора Адолфа Хитлера, и син Алојза Хитлера Сениора и његове тадашње љубавнице Франциске Мацелсбергер, зато се Алојз Млађи често називао и Алојз Мацелсбергер, како се не би мешао са својим оцем.

## Биографија
Алојз млађи је рођен у Бечу, 13. јануара 1882. године, он је био ванбрачно дете Алојза Хитлера и Франциске Мацелсбергер, његова мајка је умрла када је он имао две године, а он и његова сестра Анђела су одрастали код свог строгог оца и његове треће супруге Кларе Хитлер. Алојз се често, попут брата Адолфа, супротстављао свом оцу, а његова маћеха Клара покушавала је да га заштити од батина које је често добијао од строгог Алојза. Када је Алојз Сениор умро 1903. године, Алојз Млађи је отишао из куће и преселио се у Хамбург, где се женио три пута. Његов син, Вилијам Патрик Хитлер, се борио у Другом светском рату против Трећег рајха на страни САД-а.